# Tekken Tag Tournament
Tekken Tag Tournament (яп. 鉄拳タッグトーナメント, Теккен та:гу то:наменто) — четверта гра у серії файтинга Tekken. Tag Tournament є не продовженням серії, а самостійною грою, що не має сюжету. Tekken Tag Tournament вийшла у липні 1999 року на аркадних ігрових автоматах, у наступному році гра була портована на PlayStation 2, ставши першою грою в серії, випущеної для цієї консолі. До виходу Tekken 6, Tekken Tag Tournament мала рекордну для серії кількість персонажів, представлених у одній грі — 39 персонажів.
У 2011 році широкоформатне перевидання цієї гри увійшло до збірки Tekken Hybrid .

## Геймплей
Дзін проти Ган Джека в режимі Один-на-один.
Ігровий процес гри ідентичний Tekken 3. Гравці в Tekken Tag Tournament можуть боротися у групі по два персонажі. У будь-який момент у матчі, гравець може натиснути кнопку на геймпаді для зміни персонажу.  

### Арени
Як таких назв у арен Tekken Tagвідпочиваючому  Tournчастково ament немашкалу назваі на честь персонажів. Більшість арен у грі мають два варіанти: A та B, вони відрізняються незначно один від одного. Усі арени (крім «Unknown») є рімейками арен із Tekken 3 .
- Law-A та Law-B — шаоліньськийи монастирю життєву шкалуями. Коли дія відбувається на Law-B версії арени, можна побачити ченців, які відпрацьовують бойові прийоми. Ремейк арени "Martial Arts Dojo ".
- Yoshimitsu-A та Yoshimitsu-B - засніжений ліс. Практично повністю аналогічний арені "Forest" з Tekken 3, за винятком того, що деякі елементи знаходяться в іншому місці.
- Xiaoyu - парк розваі,дуже схожий на свій оригінал тільки, за винятком того, що тепер рівень більше схожий на більше кафе. Поруч знаходяться карусель, де катаються вболівальники. Ремейк арени "Carnival".
- Hwoarang - додзьо, високо в горах. Практично повністю аналогічний арені "Taekwondo Dojo" з Tekken 3 за винятком того, що дія на арені тепер відбувається під час бурі з грозою, також на відміну від оригіналу біля арени можна помітити прибиральника.
- Lei - вулиця в Гонконгу, з безліччю неонових ліхтарів та вболівальників. Є рімейком арени Hong Kong Street.
- Ogre - лігво Огра в Мексиці . Є рімейком арени "Ogre's Temple".
- School-A та School-B – політехнічна школа Місіми. Є рімейками арени «High School». Серед уболівальників можна помітити Пола Фенікса та Панду. На відміну від оригіналу, тут немає футбольних воріт та гігантської статуї Хейхаті Місіми.
- Jin-A і Jin-B - додзьо в горах. На думку фанатів, саме тут жили Дзін та Дзюн. Є рімейками арени Tiger Dojo Tokyo. Також тут відбуватиметься дія міні-ігри «Tekken Bowl».
- Nina-A та Nina-B — великий військовий комплекс. Є рімейками арени Laboratory Courtyard. Також на цій арені можна помітити купу солдатів загону Теккен та роботів серії Джек-2.
- Eddy-A та Eddy-B – тропічний острів. Є рімейками арени «Grassy Land». Тут відбувається дія альтернативної версії заставки, де люди замінені на таких тварин як Панда, Кума, Роджер та Алекс.
- King - вежа в горах. Є рімейком арени «Skyring». На відміну від оригіналу, ця арена є військовою вишкою Місіми Дзайбацу, це можна помітити за великою кількістю солдатів загону Теккен на арені.
- Heihachi - вхід у лігво огорожа. Є рімейком арени "Mexican Temple". На відміну від оригіналу, дія відбувається не всередині храму, а зовні, також ця версія дуже відрізняється від оригіналу.
- Paul є рімейком арени «Punk Alley». Як і ясно з назви оригіналу арени, дія відбувається в алеї, де багато панків .
- Unknown - єдина арена в грі, що не є рімейком арени з Tekken 3 . Дія відбувається, зважаючи на все, у храмі, в якому можна помітити велику кількість статуй ангелів, червоних свічок і дивних символів на підлозі.

## Персонажі
Tekken Tag Tournament не є частиною основної сюжетної лінії Tekken . Це дозволило розробникам повернути персонажів із минулих частин серії (таких, як Пек То Сан, Брюс Ірвін, Дзюн Кадзама, Куніміцу та Мішель Чан). Вік персонажів у цій грі відповідає тому віку, що був у них в останній
грі, де вони з'явилися. Але є і персонажі, які не повернулися з попередніх ігор: Перший Кінг, Маршалл Ло, перший Джек, перший Кума, Гон та Доктор Босконович (з'являється як глядач у міні-грі Tekken Bowll ).
З'явилися двоє нових персонажів — Тецудзін та Невідома. Тецудзін є перефарбованою у срібний колір версією Мокудзіна. Невідома головний бос гри. Обидва ці нові персонажі імітують стилі бою інших персонажів.

### Список грабельних персонажів
Жирним шрифтом відзначено нових персонажів. 
| - Алекс * - Ангел * - Анна Вільямс - Армор Кінг I - Браян Ф'юрі |

## Версії та порти
Аркадна та консольна версії Tekken Tag Tournament значно відрізняються одна від одної. Аркадна версія працювала на 32-бітному двигуні, використовуючи графічний двигун Tekken 3 . Аркадний автомат заснований на архітектурі першої PlayStation . Консольна версія працювала на оновленому движку, який використовує графічний процесор PlayStation 2 . Пізніше двигун Tekken Tag Tournament буде використаний в Tekken 4 . Дизайн і музичний супровід також відрізнялося, так як у консольній версії музика не була заснована на MIDI, як у версії аркадного автомата. Невідома недоступна у версії аркадного автомата, але доступна у версії для PlayStation 2 . Аркадна версія також дозволяє гравцям обрати лише альтернативні кольори, в яких присутні на одязі героїв. Є також суттєві відмінності щодо анімації персонажів. Деякі прийоми та атаки є набагато ефективнішими в аркадній версії, ніж у консольній версії, або навпаки.
Tekken Tag Tournament HD – покращена версія Tekken Tag Tournament, яка вийшла у листопаді 2011 року. Гра вийшла на Blu-Ray у збірці Tekken Hybrid, разом із демо Tekken Tag Tournament 2 та фільмом Tekken: Blood Vengeance . Гра заснована на версії PlayStation 2 і має високу якість зображення. У гру також додали підтримку системи Трофеїв.

## Саундтрек
Альбом Tekken Tag Tournament Original Sound Track (яп. 鉄拳タッグトーナメントオリジナルサウンドトラック, Таггу То:намэнто Оридзинару Саундоторакку) був випущений лейблом Bandai Music Entertainment 21 вересня 1999 року . Музика була написана Акітака Тохямою, Кен'їті Окабе, Нобуєсі Сано, Ю Міяке, Сатору Косакі та Йосіхіто Яно. Альбом містить 21 пісню із версії для аркадного автомата. Пізніше всі пісні з цього альбому будуть включені до "Tekken Tag Tournament Complete Sound Track".

був випущений лейблами Tokyopop Soundtrax, Players Planet та Media Factory у 2000 році. Альбом містить пісні з версії гри для PlayStation 2. Американська версія саундтреку містить артбук з персонажами та коментарі композиторів про пісні. Крім того, для тих хто купив альбом також включала карти з персонажами серії Soul . Пізніше всі пісні цієї версії будуть включені в "Tekken Tag Tournament Complete Sound Track" на честь перевидання гри на PlayStation 3.
| Tekken Tag Tournament Direct Audio | Tekken Tag Tournament Direct Audio     | Tekken Tag Tournament Direct Audio | Tekken Tag Tournament Direct Audio |
| #                                  | Назва                                  | Автор музики                       | Тривалість                         |
| ---------------------------------- | -------------------------------------- | ---------------------------------- | ---------------------------------- |
| 1.                                 | «Opening Movie»                        | Акитака Тохяма                     | 1:16                               |
| 2.                                 | «EMBU»                                 | Кэнъити Окабэ                      | 0:39                               |
| 3.                                 | «Arcade Movie»                         | Ю Миякэ                            | 0:27                               |
| 4.                                 | «Select»                               | Акитака Тохяма                     | 0:48                               |
| 5.                                 | «Jin»                                  | Нобуёси Сано                       | 3:01                               |
| 6.                                 | «Paul»                                 | Акитака Тохяма                     | 2:16                               |
| 7.                                 | «Hwoarang»                             | Кэнъити Окабэ                      | 3:31                               |
| 8.                                 | «Eddy»                                 | Ю Миякэ                            | 3:32                               |
| 9.                                 | «Yoshimitsu»                           | Нобуёси Сано                       | 3:16                               |
| 10.                                | «Lei»                                  | Акитака Тохяма                     | 3:17                               |
| 11.                                | «Ogre»                                 | Кэнъити Окабэ                      | 3:17                               |
| 12.                                | «Law»                                  | Ю Миякэ                            | 2:22                               |
| 13.                                | «School»                               | Нобуёси Сано                       | 3:04                               |
| 14.                                | «Nina»                                 | Акитака Тохяма                     | 3:04                               |
| 15.                                | «Xiaoyu»                               | Кэнъити Окабэ                      | 3:05                               |
| 16.                                | «King»                                 | Ю Миякэ                            | 3:41                               |
| 17.                                | «Heihachi»                             | Нобуёси Сано                       | 3:16                               |
| 18.                                | «Unknown»                              | Кэнъити Окабэ                      | 3:05                               |
| 19.                                | «Unknown Movie»                        | Ёсихито Яно                        | 0:27                               |
| 20.                                | «Ending Replay»                        | Ёсихито Яно                        | 1:06                               |
| 21.                                | «Staff Roll»                           | Кэнъити Окабэ                      | 3:06                               |
| 22.                                | «Continue?»                            | Сатору Косаки                      | 0:33                               |
| 23.                                | «Name Entry»                           | Сатору Косаки                      | 0:42                               |
| 24.                                | «Rannyuu»                              | Сатору Косаки                      | 0:04                               |
| 25.                                | «Join»                                 | Сатору Косаки                      | 0:06                               |
| 26.                                | «Strike»                               | Акитака Тохяма                     | 0:07                               |
| 27.                                | «Spare»                                | Акитака Тохяма                     | 0:07                               |
| 28.                                | «Miss»                                 | Акитака Тохяма                     | 0:08                               |
| 29.                                | «Result»                               | Акитака Тохяма                     | 1:35                               |
| 30.                                | «Xiaoyu VS BKO [Remix Version]»        | Кэнъити Окабэ                      | 4:12                               |
| 31.                                | «King VS U [Remix Version]»            | Ю Миякэ                            | 4:17                               |
| 32.                                | «Yoshimitsu VS SANODG [Remix Version]» | Нобуёси Сано                       | 4:23                               |
| 33.                                | «Lei VS TOHYAMA [Remix Version]»       | Акитака Тохяма                     | 4:25                               |
| 72:15                              |                                        |                                    |                                    |

27 вересня 2011 року на честь виходу перевидання гри Tekken Hybrid лейблом Namco Bandai був випущений альбом Tekken Tag Tournament Complete Sound Track, де містяться всі пісні з версій для аркадного автомата та PlayStation 2. Альбом доступний через сервіс iTunes .
| Tekken Tag Tournament Complete Sound Track | Tekken Tag Tournament Complete Sound Track   | Tekken Tag Tournament Complete Sound Track | Tekken Tag Tournament Complete Sound Track |
| #                                          | Назва                                        | Автор музики                               | Тривалість                                 |
| ------------------------------------------ | -------------------------------------------- | ------------------------------------------ | ------------------------------------------ |
| 1.                                         | «Opening Movie (PlayStation 2 version)»      | Акітака Тох'яма                            | 1:15                                       |
| 2.                                         | «Embu (PlayStation 2 version)»               | Кенічі Окабе                               | 0:39                                       |
| 3.                                         | «Character Select (PlayStation 2 version)»   | Акітака Тох'яма                            | 1:18                                       |
| 4.                                         | «Jin Stage (PlayStation 2 version)»          | Нобуйосі Сано                              | 3:00                                       |
| 5.                                         | «Paul Stage (PlayStation 2 version)»         | Акітака Тох'яма                            | 2:16                                       |
| 6.                                         | «King Stage (PlayStation 2 version)»         | Ю Міяке                                    | 3:41                                       |
| 7.                                         | «Hwoarang (PlayStation 2 version)»           | Кенічі Окабе                               | 3:05                                       |
| 8.                                         | «School Stage (PlayStation 2 version)»       | Нобуйосі Сано                              | 3:03                                       |
| 9.                                         | «Law Stage (PlayStation 2 version)»          | Ю Міяке                                    | 2:22                                       |
| 10.                                        | «Nina Stage (PlayStation 2 version)»         | Акітака Тох'яма                            | 3:04                                       |
| 11.                                        | «Hwoarang Stage (PlayStation 2 version)»     | Кенічі Окабе                               | 3:31                                       |
| 12.                                        | «Yoshimitsu Stage (PlayStation 2 version)»   | Нобуйосі Сано                              | 3:16                                       |
| 13.                                        | «Eddy Stage (PlayStation 2 version)»         | Ю Міяке                                    | 3:31                                       |
| 14.                                        | «Lei Stage (PlayStation 2 version)»          | Акітака Тох'яма                            | 3:16                                       |
| 15.                                        | «Ogre Stage (PlayStation 2 version)»         | Кенічі Окабе                               | 3:16                                       |
| 16.                                        | «Heihachi (PlayStation 2 version)»           | Нобуйосі Сано                              | 3:16                                       |
| 17.                                        | «Unknown (PlayStation 2 version)»            | Нобуйосі Сано                              | 3:05                                       |
| 18.                                        | «Unknown Movie (PlayStation 2 version)»      | Йосіхіто Яно                               | 0:24                                       |
| 19.                                        | «Ending Replay (PlayStation 2 version)»      | Йосіхіто Яно                               | 1:06                                       |
| 20.                                        | «Staff Roll (PlayStation 2 version)»         | Кенічі Окабе                               | 3:05                                       |
| 21.                                        | «Continue (PlayStation 2 version)»           | Сатору Косаки                              | 0:32                                       |
| 22.                                        | «Name Entry (PlayStation 2 version)»         | Сатору Косакі                              | 0:41                                       |
| 23.                                        | «Jingle 1 (Rannyuu) (PlayStation 2 version)» | Сатору Косакі                              | 0:02                                       |
| 24.                                        | «Jingle 2 (Join) (PlayStation 2 version)»    | Сатору Косакі                              | 0:02                                       |
| 25.                                        | «Strike (PlayStation 2 version)»             | Акітака Тох'яма                            | 0:05                                       |
| 26.                                        | «Spare (PlayStation 2 version)»              | Акітака Тох'яма                            | 0:05                                       |
| 27.                                        | «Miss (PlayStation 2 version)»               | Акітака Тох'яма                            | 0:05                                       |
| 28.                                        | «Attract (Arcade version)»                   | Ю Міяке                                    | 0:26                                       |
| 29.                                        | «Character Select (Arcade version)»          | Акітака Тох'яма                            | 0:59                                       |
| 30.                                        | «Jin Stage (Arcade version)»                 | Нобуйосі Сано                              | 2:40                                       |
| 31.                                        | «Paul Stage (Arcade version)»                | Акітака Тох'яма                            | 2:50                                       |
| 32.                                        | «King Stage (Arcade version)»                | Ю Міяке                                    | 2:39                                       |
| 33.                                        | «Xiaoyu Stage (Arcade version)»              | Кенічі Окабе                               | 2:54                                       |
| 34.                                        | «School Stage (Arcade version)»              | Нобуйосі Сано                              | 2:22                                       |
| 35.                                        | «Law Stage (Arcade version)»                 | Ю Міяке                                    | 2:38                                       |
| 36.                                        | «Nina Stage (Arcade version)»                | Акітака Тох'яма                            | 2:36                                       |
| 37.                                        | «Hwoarang Stage (Arcade version)»            | Кенічі Окабе                               | 3:14                                       |
| 38.                                        | «Yoshimitsu Stage (Arcade version)»          | Нобуйосі Сано                              | 2:57                                       |
| 39.                                        | «Eddy Stage (Arcade version)»                | Ю Міяке                                    | 2:46                                       |
| 40.                                        | «Lei Stage (Arcade version)»                 | Акітака Тох'яма                            | 3:03                                       |
| 41.                                        | «Ogre Stage (Arcade version)»                | Кенічі Окабе                               | 2:51                                       |
| 42.                                        | «Heihachi (Arcade version)»                  | Нобуйосі Сано                              | 2:35                                       |
| 43.                                        | «Unknown (Arcade version)»                   | Ю Міяке                                    | 2:55                                       |
| 44.                                        | «Staff Roll (Arcade version)»                | Акітака Тох'яма                            | 1:35                                       |
| 45.                                        | «Continue (Arcade version)»                  | Акітака Тох'яма                            | 0:32                                       |
| 46.                                        | «Name Entry (Arcade version)»                | Акітака Тох'яма                            | 0:49                                       |
| 47.                                        | «Jingle 1 (Rannyuu) (Arcade version)»        | Ріо Хамамото                               | 0:04                                       |
| 48.                                        | «Jingle 2 (Join) (Arcade version)»           | Ріо Хамамото                               | 0:04                                       |
| 72:15                                      |                                              |                                            |                                            |

## Оцінки та думки
Критики дали грі позитивні оцінки, так, сайт GameSpot поставив 9,6 балів з 10 , IGN - 8,7 балів з 10  . Особливо високо були оцінені прийоми персонажів та якісна графіка: журнал GamePro зазначав, що на аренах деяких бійців можна розглянути окремі намальовані травинки  . У 2007 році IGN помістив Tag Tournament на 23 місце у списку кращих ігор для PlayStation 2  .
Журнал Famitsu оцінив версію гри для PlayStation 2 в 38 балів із 40 можливих  .
Завдяки високим оцінкам від критиків та журналів, гра була продана по всьому світу 4,3 мільйона копій   . За грою фанати часто влаштовують бої та свої результати заносять до таблиць  .

## Продовження
Продовження гри Tekken Tag Tournament 2 було вперше було оголошено у 2010 році на виставці Tokyo Game Show . Ігровий процес запозичений з Tekken 6 і також включає всіх персонажів, що з'явилися в серіях ігор. Ця гра була випущена на аркадних автоматах, PlayStation 3, Xbox 360 та Wii U у 2011 та 2012 роках .
Міні-гра Tekken Bowl була випущена окремо 23 липня 2012 року на операційній системі iOS  .